# Athlétisme aux Jeux panaméricains de 1951
Navigation
Les épreuves d'athlétisme aux Jeux panaméricains de 1951 ont lieu à l'Estadio Club Atlético River Plate à Buenos Aires, en Argentine.

## Faits marquants
Les États-Unis dominent la compétition en remportant 16 médailles d'or sur 33 titres possibles. Parmi les athlètes en vue, figure l'Américain Mal Whitfield, triple médaillé d'or sur 400 m, 800 m et 4 × 400 m. Côté féminin, l'Argentine Ingeborg Mello remporte deux médailles d'or en lancer du disque et en lancer du poids.

## Résultats

### Hommes
| Event             | Or                                                                       | Argent                                                                             | Bronze                                                                              |
| ----------------- | ------------------------------------------------------------------------ | ---------------------------------------------------------------------------------- | ----------------------------------------------------------------------------------- |
| 100 m             | Rafael Fortún 10 s 6                                                     | Art Bragg 10 s 6                                                                   | Herb McKenley 11 s 0                                                                |
| 200 m             | Rafael Fortún 21 s 3                                                     | Art Bragg 21 s 4                                                                   | Herb McKenley 21 s 5                                                                |
| 400 m             | Mal Whitfield 47 s 8                                                     | Hugo Maiocco 48 s 0                                                                | Herb McKenley 48 s 2                                                                |
| 800 m             | Mal Whitfield 1 min 53 s 2                                               | Bill Brown 1 min 53 s 3                                                            | Hugo Maiocco 1 min 53 s 6                                                           |
| 1 500 m           | Browning Ross 4 min 0 s 4                                                | Guillermo Solá 4 min 0 s 5                                                         | John Twomey 4 min 2 s 0                                                             |
| 5 000 m           | Ricardo Bralo 14 min 57 s 2                                              | John Twomey 14 min 57 s 5                                                          | Gustavo Rojas 15 min 6 s 4                                                          |
| 10 000 m          | Curt Stone 31 min 8 s 6                                                  | Ricardo Bralo 31 min 9 s 4                                                         | Ezequiel Bustamente 32 min 31 s 8                                                   |
| Marathon          | Delfo Cabrera 2 h 35 min 1 s                                             | Reinaldo Gorno 2 h 45 min 0 s                                                      | Luis Valázquez 2 h 46 min 3 s                                                       |
| 3 000 m steeple   | Browning Ross 9 min 32 s 0                                               | Curt Stone 9 min 32 s 0                                                            | Pedro Caffa 9 min 44 s 6                                                            |
| 110 m haies       | Dick Attlesey 14 s 0                                                     | Estanislao Kocourek 14 s 2                                                         | Samuel Anderson 14 s 2                                                              |
| 400 m haies       | Jaime Aparicio 53 s 4                                                    | Wilson Carneiro 53 s 7                                                             | Don Halderman 54 s 5                                                                |
| 10 km marche      | Henry Laskau 50 min 26 s 8                                               | Luis Turza 52 min 27 s 5                                                           | Martín Casas 52 min 59 s 6                                                          |
| 50 km marche      | Sixto Ibáñez 5 h 6 min 7 s                                               | James Jackson 5 h 21 min 13 s                                                      | Amando González 5 h 27 min 1 s                                                      |
| 4 × 100 m         | États-Unis Donald Campbell Art Bragg Richard Attlesey John Voight 41 s 0 | Cuba Raúl Mazorra Angel García (en) Jesús Farrés Rafael Fortún 41 s 2              | Argentine Gerardo Bönnhoff Adelio Márquez Fernando Lapuente Mariano Acosta 41 s 8   |
| 4 × 400 m         | États-Unis Bill Brown Mal Whitfield John Voight Hugo Maiocco 3 min 9 s 9 | Chili Gustavo Ehlers Jaime Itlmann Jörn Gevert Reinaldo Martín Muller 3 min 17 s 7 | Argentine Guido Veronese Máximo Guerra Julio Ferreyra Eduardo Balducci 3 min 18 s 4 |
| Saut en hauteur   | Virgil Severns 1,95 m                                                    | Cal Clark 1,90 m                                                                   | Adilton de Almeida 1,90 m                                                           |
| Saut à la perche  | Bob Richards 4,50 m                                                      | Jaime Piqueras 3,90 m                                                              | Sinibaldo Gerbasi 3,90 m                                                            |
| Saut en longueur  | Gay Bryan 7,14 m                                                         | Albino Geist 7,09 m                                                                | Jim Holland 6,95 m                                                                  |
| Triple saut       | Adhemar da Silva 15,19 m                                                 | Hélio da Silva 15,17 m                                                             | Bruno Witthaus 14,34 m                                                              |
| Lancer du poids   | Jim Fuchs 17,25 m                                                        | Juan Kahnert 14,27 m                                                               | Nadim Marreis 14,07 m                                                               |
| Lancer du disque  | Jim Fuchs 48,91 m                                                        | Dick Doyle 47,28 m                                                                 | Elvio Porta 44,93 m                                                                 |
| Lancer du marteau | Emilio Ortíz 48,04 m                                                     | Manuel Etchepare 46,12 m                                                           | Arturo Melcher 45,70 m                                                              |
| Lancer de javelot | Ricardo Héber 68,08 m                                                    | Steve Seymour 67,08 m                                                              | Horst Walter 66,33 m                                                                |
| Décathlon         | Hernán Figueroa 6 610 pts                                                | Hernán Alzamora 6 063 pts                                                          | Enrique Salazar 4 380 pt                                                            |

### Femmes
| Event             | Or                                                                    | Argent                                                                     | Bronze                                                                      |
| ----------------- | --------------------------------------------------------------------- | -------------------------------------------------------------------------- | --------------------------------------------------------------------------- |
| 100 m             | Julia Sánchez 12 s 2                                                  | Jean Patton 12 s 3                                                         | Lilián Heinz 12 s 7                                                         |
| 200 m             | Jean Patton 25 s 3                                                    | Nell Jackson 25 s 7                                                        | Adriana Millard 26 s 1                                                      |
| 80 m haies        | Eliana Gaete 11 s 9                                                   | Marion Huber 12 s 0                                                        | Nancy Phillips 12 s 1                                                       |
| 4 × 100 m         | États-Unis Nell Jackson Jean Patton Dolores Dwyer Janet Moreau 48 s 7 | Chili Adriana Millard Hildegard Kreft Betty Kretschmer Eliana Gaete 49 s 3 | Argentine Olga Bianchi Teresa Carvajal Lilián Heinz Ana María Fontán 49 s 8 |
| Saut en hauteur   | Jacinta Sandiford 1,46 m                                              | Lucy López 1,46 m                                                          | Elizabeth Müller 1,46 m                                                     |
| Saut en longueur  | Beatriz Kretschmer 5,42 m                                             | Lisa Peters 5,20 m                                                         | Wanda dos Santos 5,18 m                                                     |
| Lancer du poids   | Ingeborg Mello 12,45 m                                                | Vera Trezoitko 11,59 m                                                     | Ingeborg Pfüller 11,58 m                                                    |
| Lancer du disque  | Ingeborg Mello 38,55 m                                                | Ingeborg Pfüller 37,19 m                                                   | Frances Kaszubski 35,84 m                                                   |
| Lancer de javelot | Hortensia García 39,45 m                                              | Amelia Bert 38,08 m                                                        | Berta Chiú 37,78 m                                                          |

## Tableau des médailles
| Rang | Nation     | Or | Argent | Bronze | Total |
| ---- | ---------- | -- | ------ | ------ | ----- |
| 1    | États-Unis | 16 | 13     | 6      | 35    |
| 2    | Argentine  | 6  | 8      | 12     | 26    |
| 3    | Chili      | 3  | 6      | 3      | 12    |
| 4    | Cuba       | 2  | 1      | 1      | 4     |
| 5    | Mexique    | 2  | 0      | 1      | 3     |
| 6    | Brésil     | 1  | 3      | 5      | 9     |
| 7    | Pérou      | 1  | 2      | 0      | 3     |
| 8    | Colombie   | 1  | 0      | 0      | 1     |
| 8    | Équateur   | 1  | 0      | 0      | 1     |
| 10   | Jamaïque   | 0  | 0      | 3      | 3     |
| 11   | Guatemala  | 0  | 0      | 2      | 2     |